# Абдулатип Гоцинский
Абдулатип Гоцинский (1857—1890) — дагестанский богослов и просветитель.

## Биография
Родился в ауле Гоцо Аварского округа Дагестанской области. Старший из двух сыновей Мухаммада Доного (ум. 1889) и Хайбат, дочери узденя Раджаба из аула Нижний Дженгутай. Младший брат — Нажмуддин Гоцинский (1859—1925), один из лидеров контрреволюционного движения в Дагестане в 1917—1921 годах.
Его воспитанием занимался сам отец. Гасан Алкадарский писал по этому поводу: «…Его старший сын Абдулатип овладел всеми арабоязычными науками и шариатскими знаниями, которые в то время были вообще доступны в наших краях, обучаясь им у великолепных учителей и алимов… преумножая свои знания изучением редких книг и постижением верных учений».
Начальное и среднее образование Абдулатип получил в медресе аула Аракани, обучался у Сааду и Хабибулы. Математику, астрономию и философию ему преподавали Зейд из Куркли и Атти Хаджи из Гази-Кумуха. Закончив свою учебу, Абдулатип приступил к педагогической работе, параллельно занимаясь литературной деятельностью.
В ауле Нижний Дженгутай Абдулатип Гоцинский основал медресе, которое в то время было одним из лучших в Дагестане. Он женился на Хану (Ханзадай), дочери полковника царской армии Мухаммада по прозвищу «Пристав» из Верхнего Дженгутая. Сам Абдулатип занимался наукой, а его большим имуществом управляла жена Хану.
Абдулатип Гоцинский как богослов, педагог и поэт пользовался популярностью в Дагестане. Один из его учеников, известный в будущем алим Дарбиш Мухаммад из Нижнего Инхо, вспоминал о своем учителе: «За два года обучения я постиг и познал у него гораздо больше, чем приобрел в течение всей своей остальной жизни. Все это благодаря высоте его научного уровня, педагогического таланта и воспитательского мастерства». Кроме арабского языка, он также знал персидский и тюркский языки.
Абдулатип Гоцинский стал последователем суфизма под влиянием шейха Мухаммада Хаджи из Кикуни и в дальнейшем вступил в тарикат накшбандийа. Из-за этого у него испортились отношения с отцом и царским чиновником Мухаммадом Доного. Поведение и инакомыслие Абдулатипа при его авторитете и популярности не могли остаться без внимания российских спецслужб, и он оказался среди ненадежных и нежелательных лиц в глазах царской администрации.
В 1884 году Абдулатип совершил поездку в Казань, где встретился с известным татарским богословом Шахаб ад-Дином Гарун аль-Марджани в его медресе «Марджания». Затем Абдулатип обратился к царскими властям с просьбой совершить паломничество в Мекку, но получил отказ. Паломники, вернувшиеся из святых мест, являлись, по мнению администрации, «разносчиками вредных идей». Военный губернатор Дагестанской области князь Н. З. Чавчавадзе приказал запретить горцам отправляться на хадж в Аравию под предлогом распространения холеры. Но после многих жалоб царские власти разрешили выезд в Мекку людям старше 50 лет.
Абдулатип Гоцинский отправился в Батум, где нелегально пересек русско-турецкую границу и прибыл в Стамбул, откуда через два месяца отправился в Египет. Он совершил паломничество в Мекку и посетил Медину, затем вернулся в Стамбул, где провел более семи месяцев. Все время пребывания на территории Османской империи он находился под наблюдением царских агентов.
Летом 1890 года Абдулатип Гоцинский вернулся в Дагестан и прибыл Темир-Хан-Шуру, где был арестован по приказу губернатора за самовольную поездку на хадж. Через несколько месяцев тюремного заключения он был сослан в город Обоянь в Курской губернии, где в том же году скончался.
Устное предание гласит, что когда Доного Мухаммад скончался, Н. З. Чавчавадзе воскликнул: «Сын убил отца», тем самым, подчеркивая, что трагическая судьба старшего сына смертельно сказалась на здоровье старого отца.